# Zimbra
Zimbra Collaboration Suite (ZCS) o semplicemente Zimbra è un software applicativo di gruppo creato dall'omonima azienda con sede a San Mateo negli Stati Uniti.
Viene sviluppato usando principalmente la tecnologia AJAX, mediante Zimbra Ajax Toolkit.

## Storia
A settembre del 2007 fu acquistata da Yahoo!. Il 12 gennaio 2010 la proprietà passò a VMware.
Nel luglio del 2013 Telligent acquista Zimbra da VMware.
Nell'agosto del 2015 Synacor acquista Zimbra da Telligent.

## Progetti open source inclusi
Lo ZCS Server utilizza progetti open source come:
- Postfix
- MySQL
- OpenLDAP
- Apache (Tomcat, sostituito da Jetty a partire dalla versione 5.0)
- Lucene
- Verity
- ClamAV
- SpamAssassin
- AMaViS e Amavisd-new
- DSPAM
- Aspell
- James
- Sieve
- Perdition mail retrieval proxy (fino alla versione 4.5)
- nginx (a partire dalla versione 5.0)

## Zimlet
Gli Zimlet sono meccanismi per l'integrazione dei contenuti nella suite di collaborazione remota Zimbra in filosofia open source e web 2.0 (mash-up).
Le informazioni condivise possono essere interne all'applicazione oppure di terze parti. Tutte concorrono ad elaborare contenuti e produrre nuove informazioni ed azioni (mash-up appunto).
Le applicazioni che più comunemente interagiscono con gli Zimlet attraverso Zimbra sono la posta elettronica (nel metodo di utilizzo tramite browser: web mail) in aggregazione con calendari, rubriche sia personali sia condivise tra appartenenti ad un gruppo.

## Adozione
Il numero di enti che usa Zimbra cresce di circa il 6% l'anno secondo Radicati Group. Essendo software libero, in Italia è favorito dal codice dell'amministrazione digitale.
Fra gli enti che hanno adottato Zimbra in Italia si segnalano varie università (spesso presso CINECA) come Verona, Napoli, Perugia e Basilicata ma anche il servizio di posta degli architetti italiani.
Ad oggi (2020) la sua piattaforma di posta elettronica risulta essere la terza più utilizzata al mondo.